# Juri Nikolajewitsch Baulin
Juri Nikolajewitsch Baulin (russisch Юрий Николаевич Баулин; * 5. Oktober 1933 in Moskau; † 5. Dezember 2006 in Selenograd) war ein russischer Eishockeyspieler (Verteidiger) und -trainer.

## Karriere
Seine Karriere begann 1951 bei seinem Heimatclub HK Spartak Moskau, für den er zuvor im Nachwuchsbereich aktiv war. Nach nur einer Saison kam er 1952 zum Armeesportklub ZSKA Moskau und blieb dort bis 1962. Mit ZSKA Moskau gewann er sechs Mal den sowjetischen Meistertitel und dreimal den Sowjetischen Pokalwettbewerb.
Zwischen 1962 und 1964 spielte er für den SKA Leningrad. Insgesamt erzielte er 135 Tore in 240 Spielen in der höchsten sowjetischen Spielklasse, der Klass A.

### International
Am 9. Januar 1955 stand er in einem Spiel gegen Schweden zum ersten Mal für die Sowjetischen Nationalmannschaft auf dem Eis. Bei der Eishockey-Weltmeisterschaft 1959 gewann er mit der Sbornaja die Silbermedaille. Darüber hinaus nahm er an den Olympischen Winterspielen 1960, bei der die Bronzemedaille gewann. Daraufhin wurde er (und das gesamte Team) 196x als Verdienter Meister des Sports der UdSSR ausgezeichnet. Am 28. Februar 1960 bestritt er sein letztes Länderspiel. Für die Nationalmannschaft erzielte er 4 Tore in insgesamt 19 Länderspielen.

### Als Trainer
In der Spielzeit 1964/65 stand er bei Torpedo Ust-Kamenogorsk als Spielertrainer auf dem Eis. Nach dieser Spielzeit beendete er seine aktive Laufbahn und wurde zum Cheftrainer in Ust-Kamenogorsk. Anfang der 1970er Jahre gehörte er dem Trainerstab der U19-Nationalmannschaft an und gewann mit dieser drei Goldmedaillen bei U19-Europameisterschaften. In der Saison 1971/72 betreute er seinen Heimatverein Spartak Moskau als Cheftrainer, ehe er nach Österreich ging und Nationaltrainer der Österreichischen Nationalmannschaft wurde. Parallel zu dieser Tätigkeit war er zwischen 1974 und 1976 Trainer des EC Klagenfurter AC, mit dem er  1976 den Österreichischen Meistertitel gewann.
In den 1980er Jahren war er noch als Trainer bei Jenbek Almaty und Awtomobilist Karaganda aus den unteren sowjetischen Spielklassen aktiv, zuletzt trainierte er zwischen 1985 und 1987 Metallurg Tscherepowez.

## Erfolge und Auszeichnungen

### Als Spieler
- Sowjetischer Meister 1955, 1956, 1958, 1959, 1960, 1961
- Sowjetischer Vizemeister 1953, 1954, 1957
- Sowjetischer Pokalsieger 1954, 1956, 1961
- Bronzemedaille bei den Olympischen Winterspielen 1960
- Silbermedaille bei der Eishockey-Weltmeisterschaft 1959

### Als Trainer
- Goldmedaille bei den U19-Europameisterschaften 1970, 1971 und 1973
- Österreichischer Meister 1976 mit dem Klagenfurter AC